# Zatoka Gydańska
Zatoka Gydańska (ros. Гыданская губа, Gydanskaja guba) – zatoka Morza Karskiego, wcinająca się w Półwysep Gydański. Jej długość wynosi ok. 200 km, szerokość do 62 km, a głębokość od 5 do 8 m. Przez większość roku pokryta jest lodem. W zatoce występują pływy morskie o wysokości ok. 1 m.